# ÖAF
ÖAF (acronimo di Österreichische Automobil Fabriks) è un'azienda austriaca che produce autocarri.

## Storia
L'ÖAF è nata nel 1907, a Vienna, come divisione della Fiat (Austro-Fiat),  costruendo autoveicoli per l'impero austro-ungarico, fino allo scoppio della prima guerra mondiale.
Nel 1936, su licenza della MAN, l'azienda inizia a produrre motori Diesel, fino a diventare, nel secondo dopoguerra, parte del gruppo MAN.
Durante la seconda guerra mondiale hanno costruito veicoli MAN, ma dopo il 1945 lo stabilimento principale di Floridsdorf, colpito da diverse bombe, è stato inglobato nella zona sovietica USIA (Amministrazione della proprietà sovietica in Austria).
Nel 1955 diventa una società pubblica e il 1º luglio 1960 la fabbrica viene visitata dal presidente dell'URSS Nikita Chruščёv.
Sul finire degli anni '60 viene sviluppato l'Húsar per il Bundesheer (le forze militari austriache) come diretto concorrente del Pinzgauer della Steyr-Daimler-Puch AG, e venne costruito in soli 136 esemplari.
Agli inizi degli anni '70 l'azienda diventa privata rientrando nel gruppo MAN, ma poi nel 1971 viene fusa con la Gräf & Stift.
Nel 1971 viene definitivamente acquisita da MAN.
Nel 1984 viene messo in atto il piano di recupero dello stabilimento storico Gräf & Stift a Vienna-Liesing.
Fino al 2008 i veicoli MAN prodotti in Austria furono commercializzati con marchio ÖAF. Successivamente l'azienda diventa MAN Nutzfahrzeuge Österreich AG.
Nella sede storica esiste un club che cura sia i veicoli storici ÖAF e Gräf & Stift che l'archivio storico della Österreichische Saurerwerke.